# Дудок Уляна Володимирівна
Дудок Уляна Володимирівна (12 червня 1982 м.Львів) — українська поетка, письменниця, журналістка, лауреатка «Коронації слова» (2013), членкиня Національної спілки письменників України (2006), членкиня Львівського жіночого літературного клубу.

## Біографія
Уляна Дудок (за паспортом Калагурка Уляна Володимирівна) народилася 12 червня 1982 року в місті Львів. Закінчила Львівський національний університет імені Івана Франка, де здобула ступінь магістра за спеціальністю «Журналістика». Працювала журналісткою, PR-фахівчинею, редакторкою. Знімалась в рекламі. 

Уляна Дудок є організаторкою поетичних перформансів у Львові.

Улюблені заняття — художні книги, туризм.

## Творчість
Мова творів авторки — українська. Писати почала з 1998 року, коли відвідувала Літературну студію «Джерельце». Друкувалась у виданнях «Літературна Україна», «Літературний Львів», «Світ дитини», «Ангеляткова наука», а також у журналах «Склянка часу», «Мистецькі грані» (2012) та ін.

Уляна Дудок є авторкою збірок поезій «Для тебе», «Гранатовий перстень», «Дім з верандою для мрій» та «INтонування»- збірка вийшла за підтримки Львівської обласної програми для авторів. Співавторка збірок оповідань серії про Львів видавництва «КСД» та книги казок «Диво на Різдво» видавництва «Vivat». Вірші про війну увійшли до збірки «Поезія без укриття» видавництва «Discursus».

Вірші поетки перекладені англійською і білоруською мовами. 
В 2005 році в Коктебелі була учасницею Всеукраїнської наради молодих літераторів.

В 2023 році у видавництві «Discursus» світ побачив роман «Побачити сонце. Криївка — 2022» — цей твір присвячений пам'яті дідуся Івана Аннюка — учасника Воркутинського повстання 1953 року, зв'язкового ОУН. Книжка вийшла за підтримки Українського інституту книги.

Книги

Поетичні збірки і альманахи:

- 2005 — «Для тебе» (Кальварія, м. Львів)
- 2007 — «Гранатовий перстень» (видавництво «Кальварія»)
- альманах «Голоси кольорового вітру»
- 2008 — альманах «Місто птахів і поетів» (СПОЛОМ, м. Львів)
- 2006 — альманах «Зорі над морем» (Буква, м. Біла Церква)
- 2013 — «Дім з верандою для мрій» "Апріорі, м. Львів)[2]
- 2019 — «INтонування»
- 2022 — альманах «Поезія без укриття» (видавництво «Discursus»)

Твори:
- 2019 — колективна збірка оповідань «Львів. Спогади. Кохання» (видавництво Книжковий клуб «Клуб Сімейного Дозвілля»);
- 2021 — колективна збірка оповідань «Львів. Пристрасті. Таємниці» (видавництво «КСД»)
- 2023 — роман "Побачити сонце. «Криївка — 2022» (видавництво «Дискурсус»)

## Нагороди
Уляна Дудок має низку премій, визнань і нагород:

- 2001 — дипломант літературного конкурсу «Гранослов-2001»;
- 2006 — членкиня Національної спілки письменників України.
- 2013 — Лауреатка «Коронації слова» — спеціальна відзнака від Лесі Мудрак за Найепатажніщий твір;
- 2019 — оповідання про Климентину Авдикович (зі збірки «Львів. Пані. Панянки») відзначене премією ім. Пантелеймона Куліша